# Chavoy
Chavoy – miejscowość i gmina we Francji, w regionie Normandia, w departamencie Manche.
Według danych na rok 1990 gminę zamieszkiwało 58 osób, a gęstość zaludnienia wynosiła 16 osób/km² (wśród 1815 gmin Dolnej Normandii Chavoy plasuje się na 828. miejscu pod względem liczby ludności, natomiast pod względem powierzchni na miejscu 998.).